# Schleswig-Holsteinisches Landestheater und Sinfonieorchester
Schleswig-Holsteinisches Landestheater er Tysklands største landsdelsscene med hjemsted i Flensborg, Slesvig og Rendsborg. Derudover er der små spillesteder på vestkysten. Teatret dækker genrerne scenisk musikteater (opera), ballet, skuespil og koncerter.
Teatret startede i 1974 som fusion af byteatrene i Flensborg, Slesvig og Rendsborg. 